# 韦尔讷伊 (谢尔省)
韦尔讷伊（法語：Verneuil，法語發音：[vɛʁnœj]）是法国谢尔省的一个市镇，属于圣阿芒蒙龙区。

## 地理
韦尔讷伊（46°49'1"N, 2°36'16"E）面积11.04 平方千米，位于法国中央-卢瓦尔河谷大区谢尔省，该省份为法国中部省份，北起卢瓦雷省，西接卢瓦-谢尔省和安德尔省，南至克勒兹省，东南接阿列省，东临涅夫勒省。
与韦尔讷伊接壤的市镇（或旧市镇、城区）包括：阿尔弗耶、科尼、欧龙河畔丹、帕尔奈、勒蓬迪、托米耶。

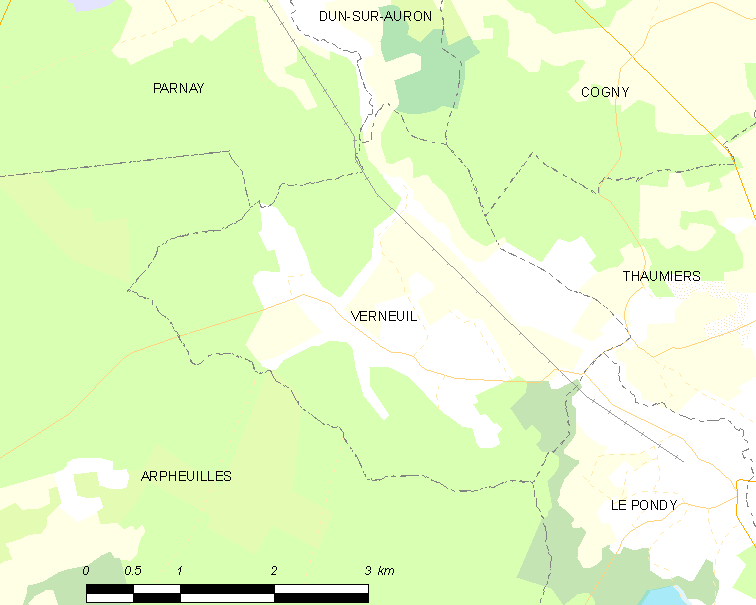
的OSM定位图

韦尔讷伊的时区为UTC+01:00、UTC+02:00（夏令时）。

## 行政
韦尔讷伊的邮政编码为18210，INSEE市镇编码为18277。

## 政治
韦尔讷伊所属的省级选区为欧龙河畔丹县。

## 人口

1962-2008年间人口变化图示

韦尔讷伊于2022年1月1日时的人口数量为35人。